# Gëzim Kruja
Gëzim Kruja (ur. 4 kwietnia 1939 w Szkodrze, zm. 5 kwietnia 2020) – albański wojskowy i komik; był autorem kilkunastu komedii i ponad 250 skeczy.

## Życiorys
Rozpoczął swoją karierę artystyczną w wieku 13 lat.
W 1958 roku, gdy miał 19 lat, wstąpił do wojska; po dłuższym czasie został dowódcą jednostki stacjonującej w Laprace (Dzielnicy Tirany). W międzyczasie ukończył studia w Wyższym Instytucie Pedagogicznym w Szkodrze w zakresie języka i literatury.
Współpracował m.in. z albańskimi aktorkami Raimondą Marku i Drande Xhai, z którą występował za granicą; w Kosowie, Niemczech, Stanach Zjednoczonych, Szwajcarii, Włoszech, Grecji i Australii.

## Wybrane komedie[1]
- Hyn fjalë ka dole
- Më fejoj babai
- Pah ç’pension
- Pse s’martohet Zylfo
- Të kam në zemër

## Nagrody
W roku 1977 otrzymał tytuł Zasłużonego Artysty, a w 2004 uzyskał Order Naima Frashëriego.